# Песке
Песке (італ. Pesche) — муніципалітет в Італії, у регіоні Молізе, провінція Ізернія.
Песке розташоване на відстані близько 155 км на схід від Рима, 33 км на захід від Кампобассо, 5 км на північний схід від Ізернії.
Населення — 1645 осіб (2014).
Щорічний фестиваль відбувається 29 вересня. Покровитель — святий Архангел Михаїл.

## Демографія
Населення за роками:

Станом на 1 січня 2023 року в муніципалітеті офіційно проживали 82 іноземці з 18 країн, серед них 21 громадянин країн Євросоюзу та 5 громадян України.

## Сусідні муніципалітети
- Карпіноне
- Ізернія
- Міранда
- Сессано-дель-Молізе